# ヘンリー・モア

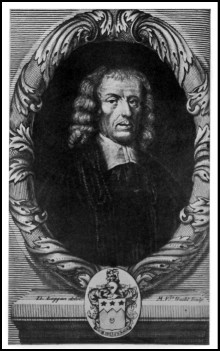
ヘンリー・モア

ヘンリー・モア（Henry More、1614年10月12日 - 1687年9月1日）は、イングランドの哲学者、神学者。ケンブリッジ・プラトン学派の一人。ベンジャミン・ウィチカットの弟子ではなかったが、当グループにおいては重要な人物である。リンカン州グランサムの生まれ。父親は有力な地主で、厳格なカルヴィニストであったが、イングランド国教会は支持していた。息子であるヘンリーは、父のカルヴイニズムには反対の立場をとることになった。
グランサム・スクール（後にアイザック・ニュートンも学ぶ）において、ギリシア語とラテン語を学び、才能を示す。後に、ケンブリッジ大学クライスツ学寮に進学する。アリストテレスらの古典を精読したが、これによって人間の魂と神との関係について説明されえないと、モアから疑念が消えることがなかった。そして、プラトン主義の著作、マルシリオ・フィチーノやプロティノスの著作に触れることによって特に「テオロギア・ゲルマニカ」の人間の意志と神の意志との合一によって魂の浄化(浄福)を説く教えに強い共感を覚える。このようにして、プラトニズムの信奉者となったモアは、一生涯その精神を貫くことになる。
1639年に修士号を取得し、クライスツ学寮のフェローと聖職者になる。研究と後進の指導に専念するため、学寮長などへの推挙されても固辞していたという。理性の役割を否定する厳格なカルヴィニズムは批判し、ケンブリッジ・プラトン学派の精神でもある、宗教に関する寛容さと自由を常に説いていた。レイフ・カドワーズの薦めで、1640年代には、ウィチカットらと交わり、ケンブリッジ・プラトン学派の一員となった。
「真の聖性が神的知識への唯一の安全な入り口である、と私は確信している」と述べ、人間には理性に勝る内的な直感とも言うべきものが神から与えられていて、これを通して神の霊的な働きが人間の魂に働きかけ、こうして人間は神の真理を悟ることができるとした。この神からの賜物を、彼は「神的聡明さ」（Divine Sagacity）と呼んだ。
献身的な姿勢が多くの共感を呼び、生涯をクライスツ学寮で平穏に過ごすことが出来て、当地で死去した。

## 脚注

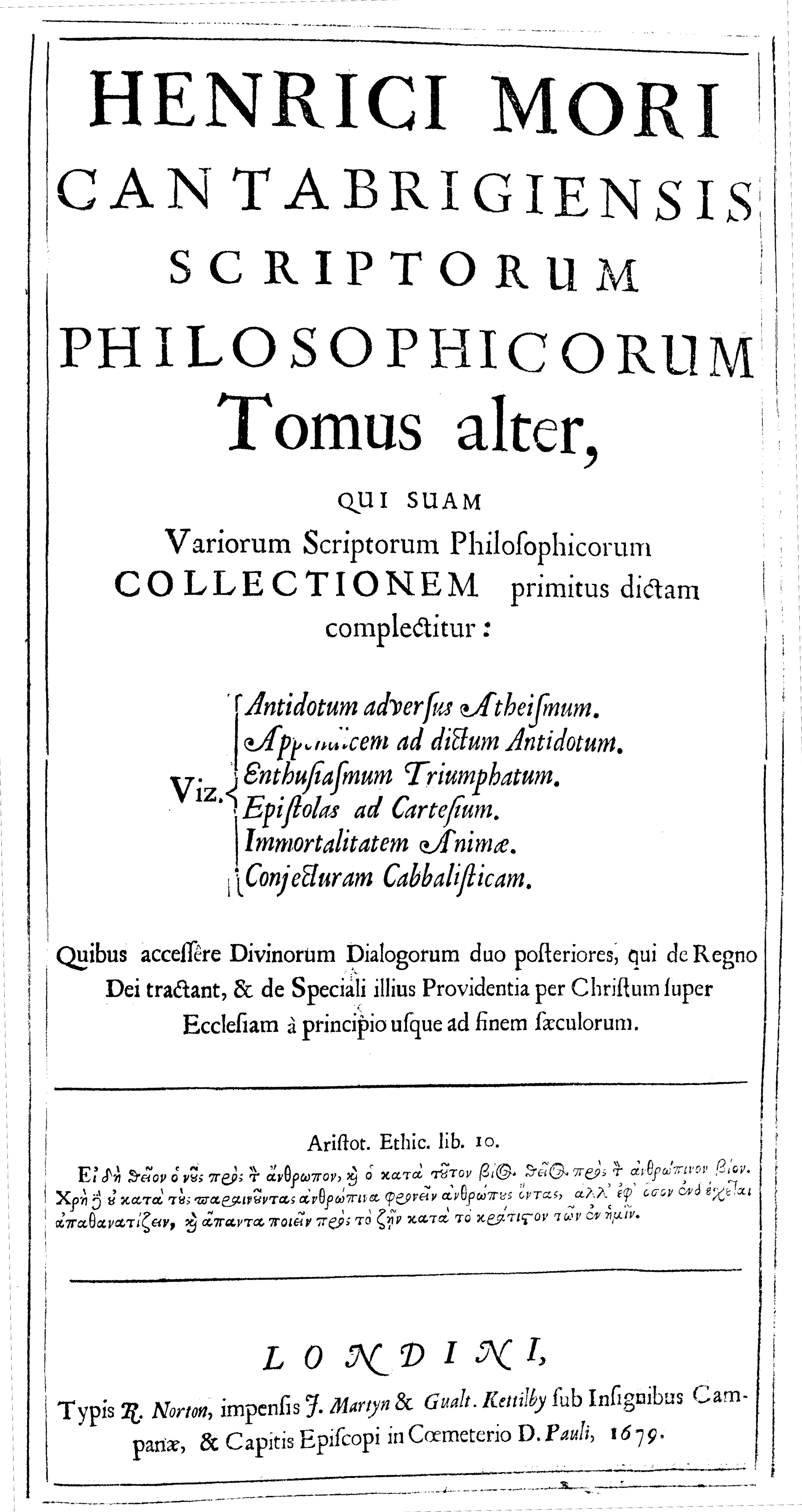
Henrici Mori Cantabrigiensis Opera Omnia, 1679